# Bruchsal
Bruchsal este un oraș situat la 20 km nord de Karlsruhe în landul Baden-Württemberg, Germania.
Casa Scărilor din Castelul Bruchsal a fost creată de marele arhitect german Balthasar Neumann.

## Galerie de imagini

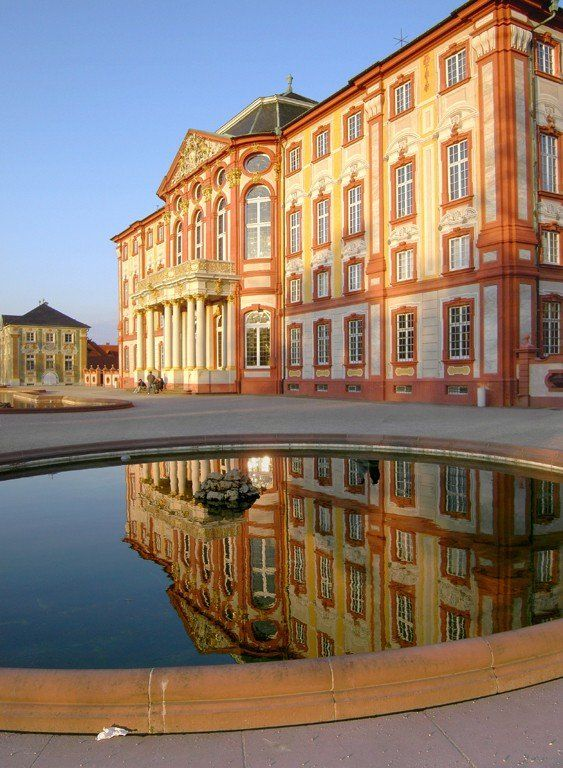
Castelul Bruchsal
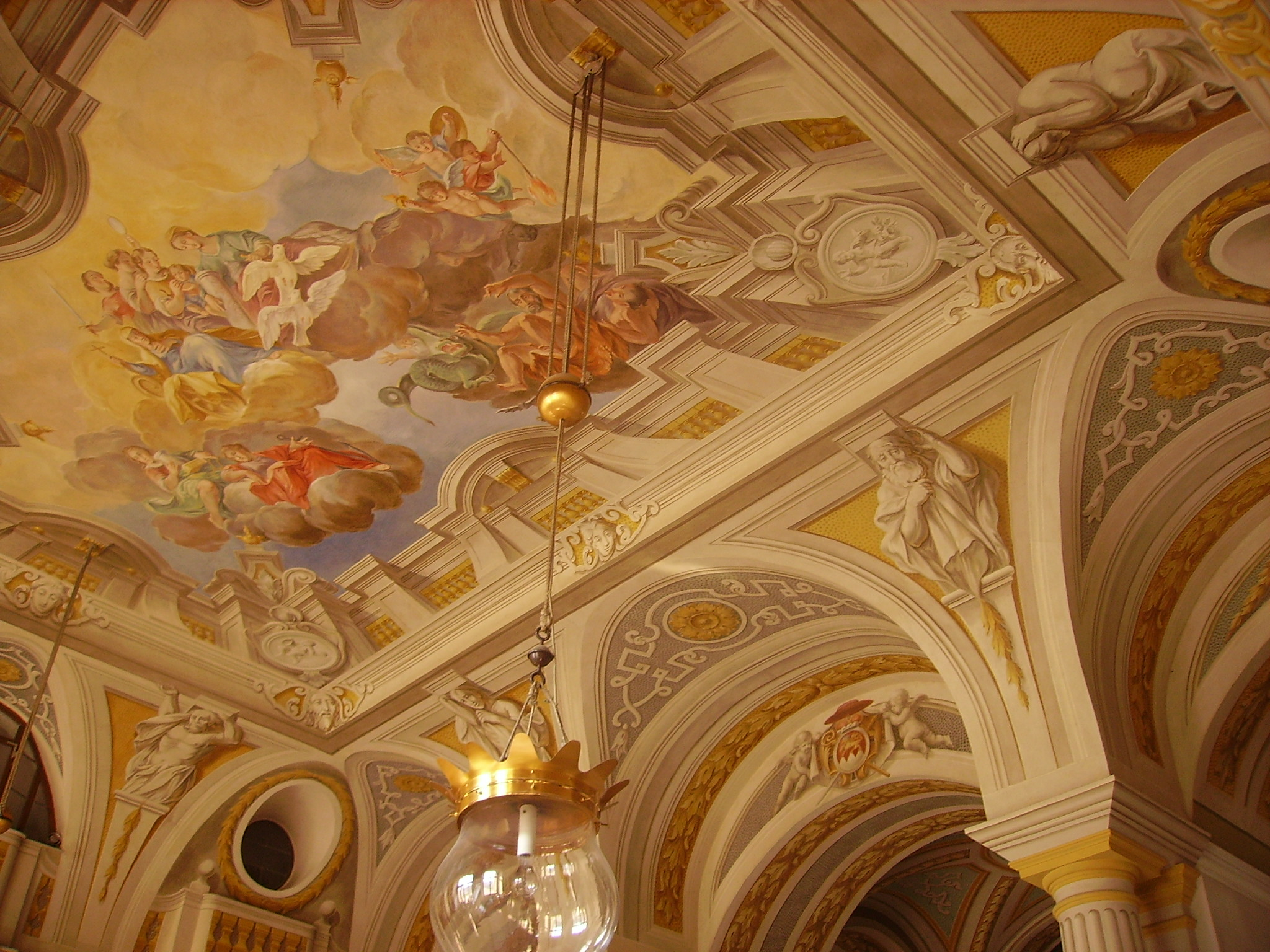
Casa Scărilor din Castelul Bruchsal creată de Balthasar Neumann